# CREB5
CREB5‏ (CAMP responsive element binding protein 5) هوَ بروتين يُشَفر بواسطة جين CREB5 في الإنسان.